# 利哈奇哈
49°29′16″N 29°59′53″E / 49.48778°N 29.99806°E
利哈奇哈（烏克蘭語：Лихачиха）是位於烏克蘭北部的村莊，由基辅州白采爾克瓦區的沃洛達爾卡市鎮負責管轄。該村處於托爾茨河畔，面積0.92平方公里，海拔高度194米，2001年人口214。